# 1960년 하계 올림픽 영국령 서인도 선수단
1960년 하계 올림픽 영국령 서인도 제도 선수단은 이탈리아 로마에서 개최된 1960년 하계 올림픽에 참가한 올림픽 영국령 서인도 제도 선수단이다. 서인도 제도 연맹의 선수들은 1960년 이탈리아 로마에서 열린 하계 올림픽에서 안틸레스(ANT)라는 이름으로 경기를 펼쳤고, IOC는 이를 영국 서인도 제도(BWI)로 개명했다. 13명의 경쟁자(바베이도스 2명, 트리니다드 4명, 자메이카 7명) 모두 남성이 5개 종목 13개 종목에 참가했다. 이렇게 짧은 기간 생존한 국가는 자메이카와 트리니다드 토바고가 1964년에 다시 독립적으로 경쟁했고 바베이도스는 1968년 게임에 참가하기 시작하면서 이 단일 게임에만 참가했다. 팀은 육상경기 부문에서 두 개의 동메달을 획득했다.

## 육상

### 남자
트랙 / 도로 경기
| 선수 | 세부 종목 | 1차 예선 | 1차 예선 | 2차 예선 | 2차 예선 | 준결선 | 준결선 | 결선 | 결선      |
| 선수 | 세부 종목 | 기록     | 순위     | 기록     | 순위     | 기록   | 순위   | 기록 | 최종 순위 |

## 참고 자료
- (영어) “West Indies Federation”. sports-reference.com. 2009년 2월 20일에 원본 문서에서 보존된 문서. 2011년 10월 29일에 확인함.
- (영어) “West Indies Federation at the 1960 Roma Summer Games”. sports-reference.com. 2015년 7월 2일에 원본 문서에서 보존된 문서. 2011년 10월 29일에 확인함.